# Navaja

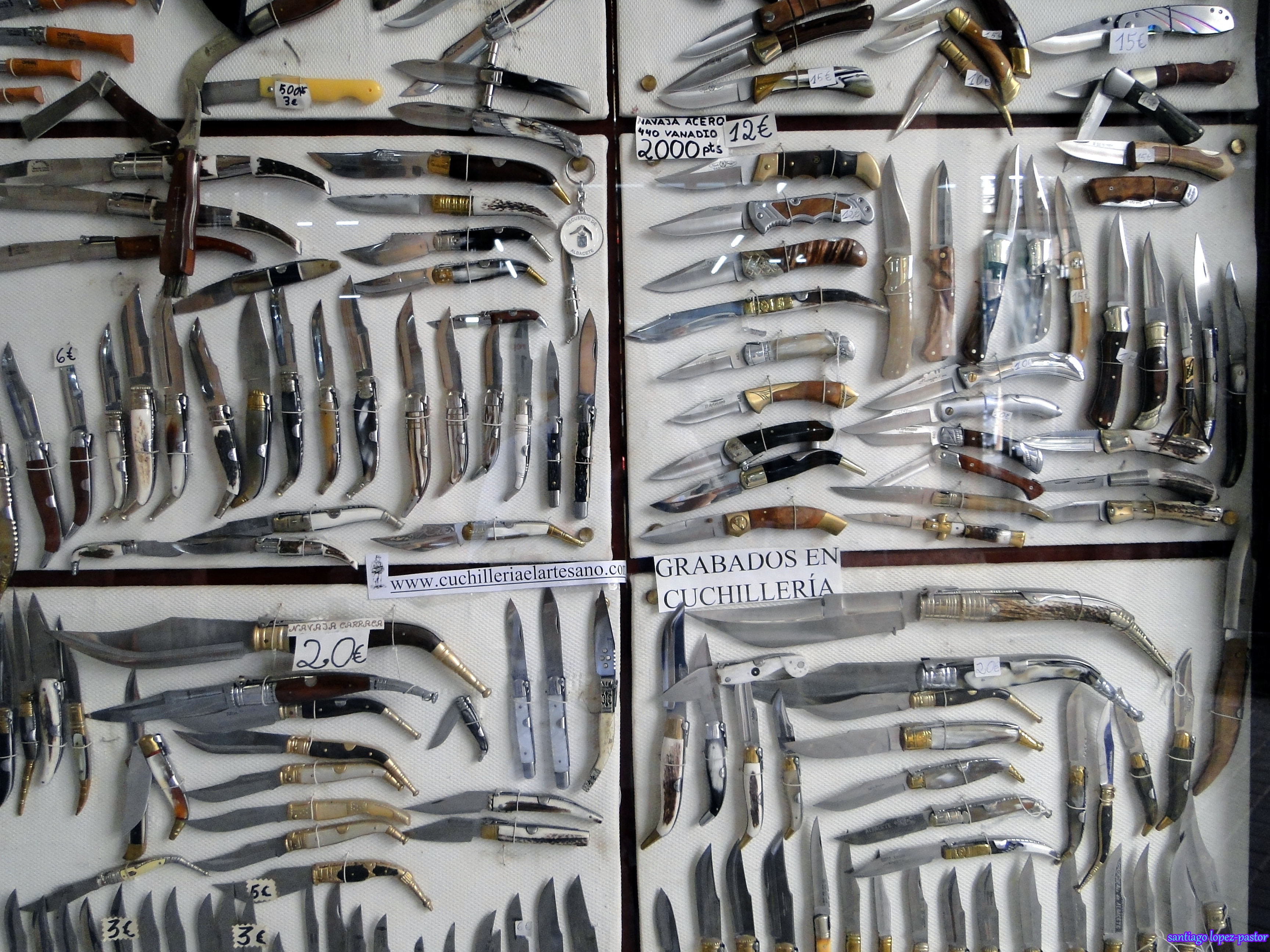
Navajas de Albacete en una tienda de souvenirs

Una navaja es un arma o herramienta cuya hoja pivota sobre un eje que la une al mango o cabo, para que el filo quede guardado entre dos cachas o una hendidura hecha para tal propósito. También existen navajas cuya hoja se desliza longitudinalmente, dentro y fuera del mango.
La navaja surgió a finales del siglo XVI en España, tras la prohibición promulgada por Carlos I de llevar armas de hoja larga (sobre todo espadas) a gente ajena a la nobleza. La navaja permitía ocultar la hoja; además de ser pequeña, era manejable y mucho más barata que una espada. Desde España se exportó al resto de Europa con gran rapidez, ya que fue un arma muy popular.
En algunos países hispanoamericanos, a la navaja también se la denomina cuchillo plegable. Sin embargo, en España se reserva esta denominación para el caso de que la hoja sobresalga del mango cuando está cerrado. Por consiguiente, en un cuchillo plegable cerrado el filo no queda completamente protegido por el mango y se requiere el uso de una funda para llevarlo.

## Etimología
La palabra navaja proviene del latín novacula, que se refiere a un cuchillo pequeño. Por tanto, pese a la creencia popular, no proviene de los indígenas navajos. 
En la sociedad moderna, según otra versión se considera que el nombre "navaja" proviene del cuchillo andaluz, existe esa versión del nombre ya que se supone que la palabra "navaja" se originó de la "navaja de afeitar peligrosa" que se usó para afeitarse. Otra versión es que la palabra "navaja" se traduce incluyendo como "el canino de jabalí". Inicialmente, era un cuchillo largo, cuya hoja se parecía en forma al "canino" de un animal y el mango tenía la forma de un "cuerno" de animales artiodáctilos.

## Historia

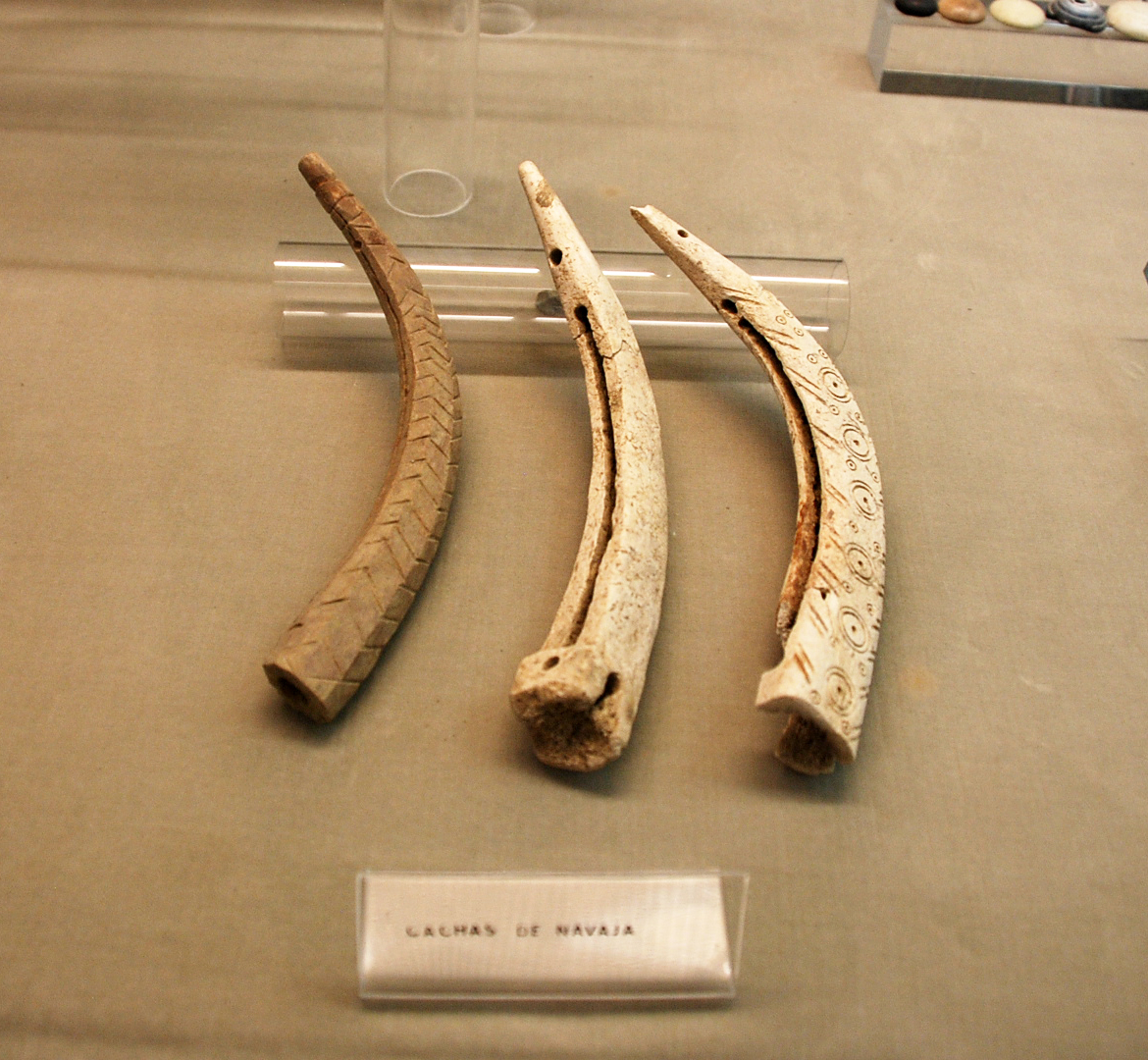
Cachas de navajas romanas encontradas en las excavaciones de la villa romana La Olmeda (Pedrosa de la Vega, Palencia, España)

La historia del origen de este tipo de cuchillo se remonta a los tiempos antiguos, hasta la época del Imperio Romano, cuando la gente veía al hombre desde el punto de vista de su biología y fisiología y decía que el hombre, por naturaleza, no destinado a estar en la guerra. Su apariencia y sus características para la guerra no son intencionales, ya que el hombre no tiene nada que atacar sobre la base de su biología: no tiene garras, no tiene dientes como un tigre (por ejemplo), no sabe cómo gruñir; las piernas son necesarias para caminar, no para hacer las patadas.
En vista de esto hay una versión del hecho de que si la construcción humana no fue creada para la guerra en general, entonces el hombre comenzó a buscar la manera de convertirse para hacer algo, prestando atención al mundo que los rodea y aquellos animales que simplemente existen algo de comunicación con sus características físicas (por ejemplo, depredadores). La forma en que se ve la navaja (uno de los ejemplos de armas blancas) fue originalmente un prototipo, la realización de un modelo animal. Después de examinar la navaja, uno puede ver claramente que su mango era originalmente un cuerno del animal y la hoja es una garra del animal, la combinación de estos dos componentes dio un cuchillo único y universal: la navaja.
Mientras que los cuchillos plegables existieron en España en la época prerromana, se puede decir que las navajas españolas más antiguas encontradas datan de finales del siglo XVII, el aumento en la popularidad de la navaja se produjo durante la introducción de restricciones mayores para el uso de espadas debajo de la ropa y otras armas por personas que no pertenecían a la nobleza española. Como una "la navaja de afeitar peligrosa", las primeras navajas las usaran los campesinos como cuchillos ordinarios sin la necesidad de esconderlos debajo de sus ropas, en ese momento las navajas se usaban principalmente como cuchillos para el trabajo y podían llevarse fácilmente en el cinturón, ya sea abiertamente o escondidos, una de las primeras versiones más comunes de este tipo de cuchillo fue la navaja cortaplumas utilizada por los empleados, dibujantes y notarios en el trabajo.

## Tipos de navaja

### Según su uso

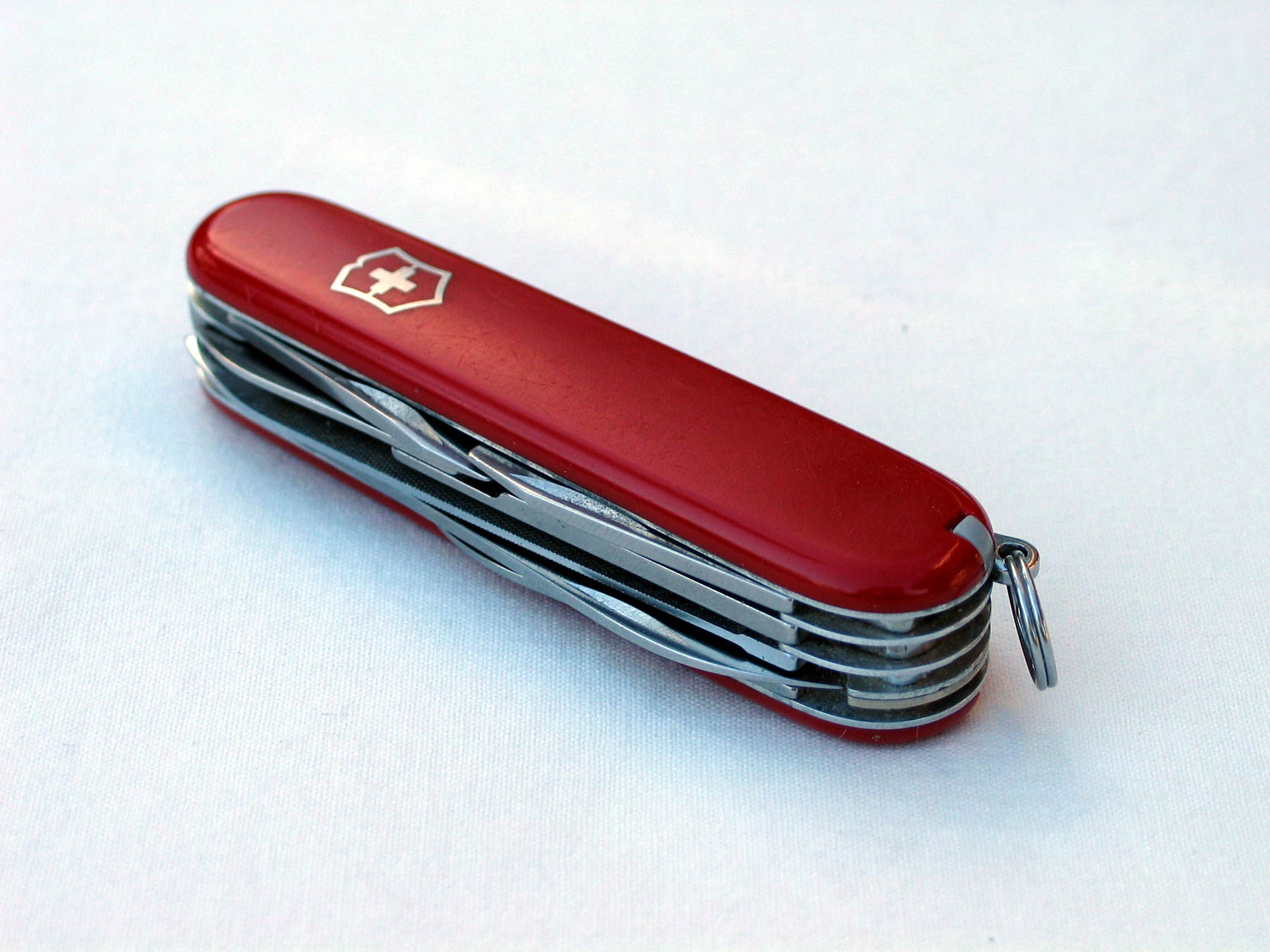
Una navaja suiza
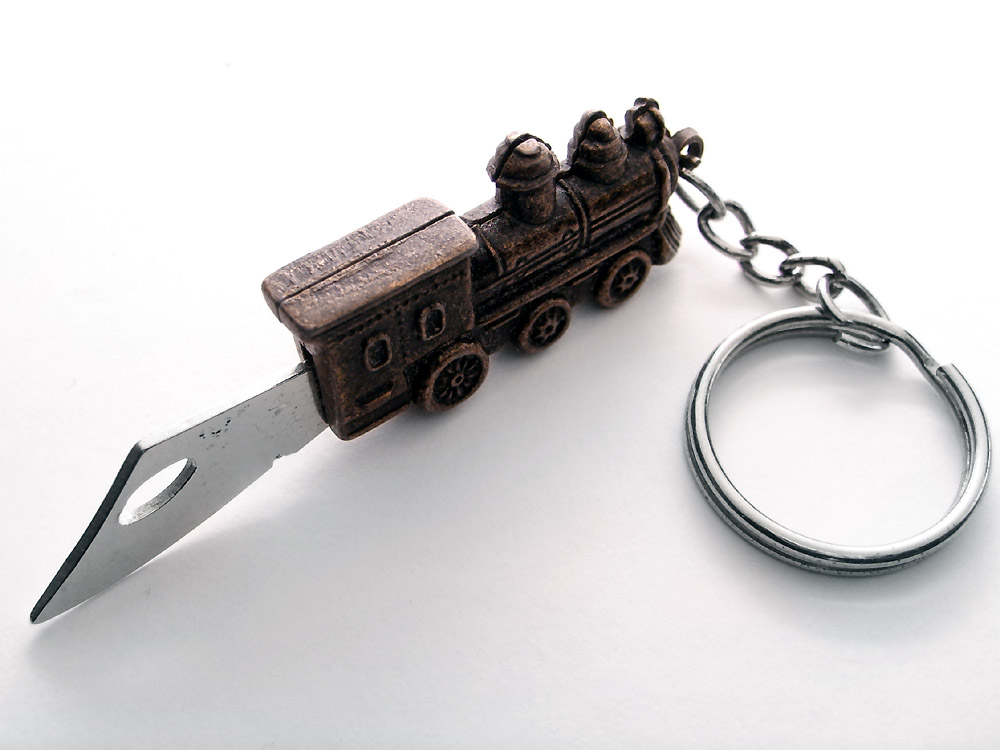
Pequeña navaja-llavero
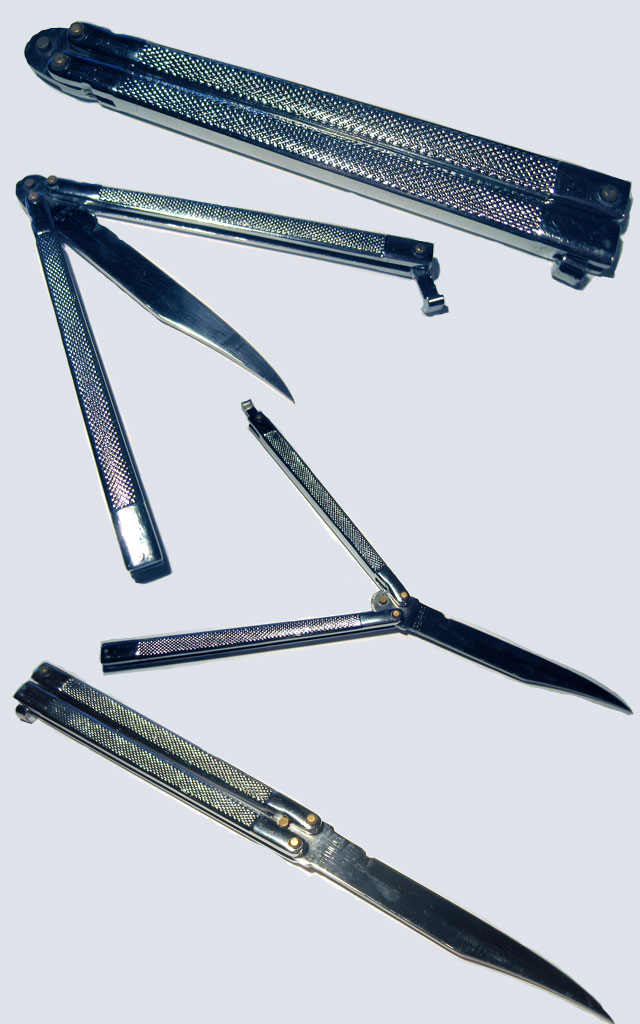
Navaja de mariposa en varios estados desde la posición cerrada hasta la posición abierta
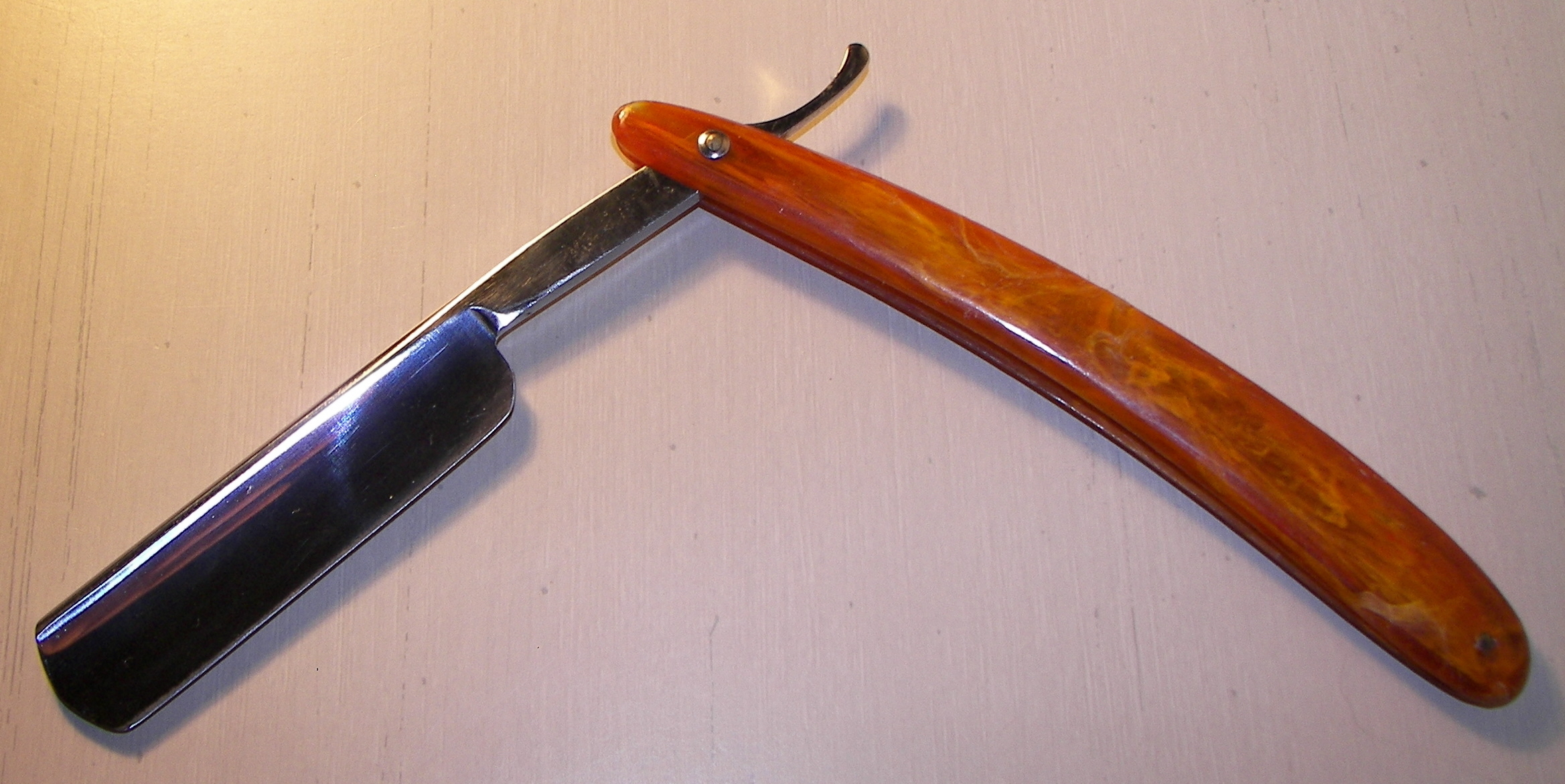
Navaja de barbero
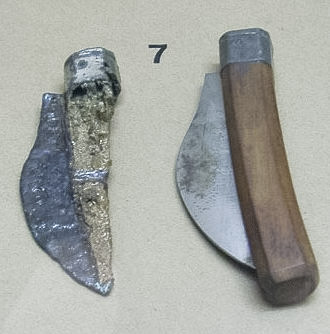
Navaja de época romana encontrada en Gellep-Stratum (Alemania) y reconstrucción

- Navaja multiusos o cortaplumas: es aquella que tiene varios artilugios útiles, tales como sacacorchos, tenedor, etcétera. Una de las más conocidas es la navaja suiza.[5]
- Navaja barbera: es de filo agudísimo, hecha de acero muy templado. En algunos casos, dependiendo de si un rastrillo es empleado, esta puede girar fácilmente entre sus cachas y sirve para recortar bien la barba. Pero también se emplea por sí sola.
- Navaja de afeitar.
- Navaja cabritera: es aquella que sirve para despellejar a las reses.
- Cortaplumas: era una pequeña navaja que antiguamente se utilizaba para cortar las plumas de ave usadas para escribir. En la actualidad se denomina cortaplumas a las navajas pequeñas sin sistema de bloqueo.
- Navaja marinera: como su nombre lo indica es comúnmente usada por marineros, y suele tener menos herramientas que la suiza.

### Según su sistema de apertura

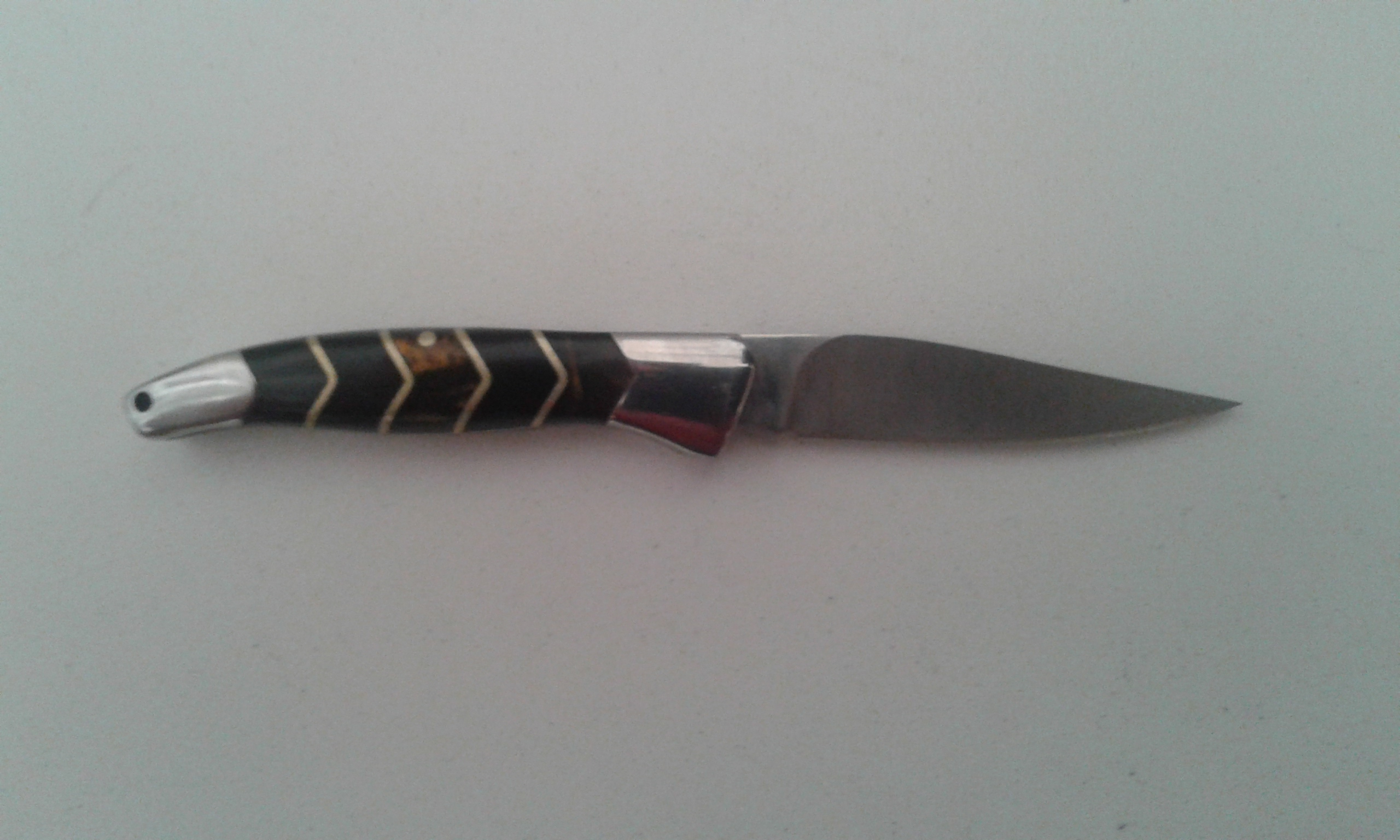
Fotografía de una navaja de apertura manual, con la hoja desplegada

- Navaja de apertura manual: es aquella que se abre moviendo manualmente la hoja. En algunas navajas la hoja dispone de un saliente o de un agujero que permite la apertura con una sola mano mediante un movimiento del pulgar.
- Navaja automática, es aquella que se abre mediante la acción de un resorte que se activa mediante un mando (pulsador, palanca, etc.) situado en el mango.
- Navaja de apertura asistida o semiautomática, es aquella en que la apertura se inicia manualmente (normalmente mediante una sola mano), pero un resorte termina de abrir la navaja cuando la hoja ya ha girado un cierto ángulo (usualmente entre 20° y 45°).
- Navaja de gravedad, es una navaja cuya hoja se desliza longitudinalmente a lo largo del mango con muy poco rozamiento. Un sistema de bloqueo inmoviliza la hoja tanto en las posiciones abierta como cerrada. La apertura de esta navaja se realiza moviendo la misma para que la hoja (que está en la posición cerrada) quede hacia abajo, soltando el bloqueo de la hoja para que esta se deslice por el mango debido a la acción de su peso y bloqueando la hoja de nuevo, ahora en la posición abierta.
- Navaja de mariposa o de abanico (balisong), en la que el mango está dividido en dos mitades que pueden pivotar a ambos lados de la base de la hoja. Su apertura se puede realizar por inercia mediante un movimiento circular y rápido de la mano que sostiene la navaja.
- Navaja de carraca: es una navaja en la cuya parte de la hoja que conecta con el mango lleva unas muescas, que al abrirla hace sonar como una carraca, vulgarmente conocida como navaja de muelles o navaja bandolera.

## La navaja en la cultura popular
- Entre las canciones hay una que trata de Pedro Navaja y es interpretada por el cantante panameño Rubén Blades.
- Entre las adivinanzas populares y juego de palabras se tiene "Lana sube, lana baja".
- Una navaja de afeitar aparece en la portada de British Steel, grabación de Judas Priest.
- En la película The Edge se menciona la frase "La leyenda dice que al que te regala una navaja debes obsequiarle con una moneda; si no, se corta la amistad".
- En el excursionismo, escultismo y, en general, en campamentos, una navaja es considerada una herramienta casi imprescindible.
- En Mallorca, es tradicional que los campesinos utilicen (por ejemplo, para cortar el pan) los trinxets, la navaja típica mallorquina
- De la unión entre la cuchillería y el acervo de la ciudad española de Albacete viene el dicho de que "la navaja de Albacete no se regala, se vende al amigo a un precio simbólico, para que no se corte la amistad". La historia de la cuchillería albaceteña puede visitarse en el Museo de la Cuchillería de Albacete.[6]
- En las películas de Curro Jiménez (Antonio Larreta) exhibe en ocasiones una navaja de tamaño considerable de ¨carraca¨.
- En Team Fortress Classic y Team Fortress 2 ambos juegos tiene una clase llamada espía en el que posee una navaja en el que una puñalada por la espalda es mortal.

## La diferencia entre las vistas del uso de la navaja como arma de combate
Uno de los hechos históricos que confirman la popularidad de la esgrima por las navajas es conocido como el "método español", existen en la obra del autor Mariano de Rementería y Fica y su libro "Manual del Baratero", publicado en 1849.[cita requerida]

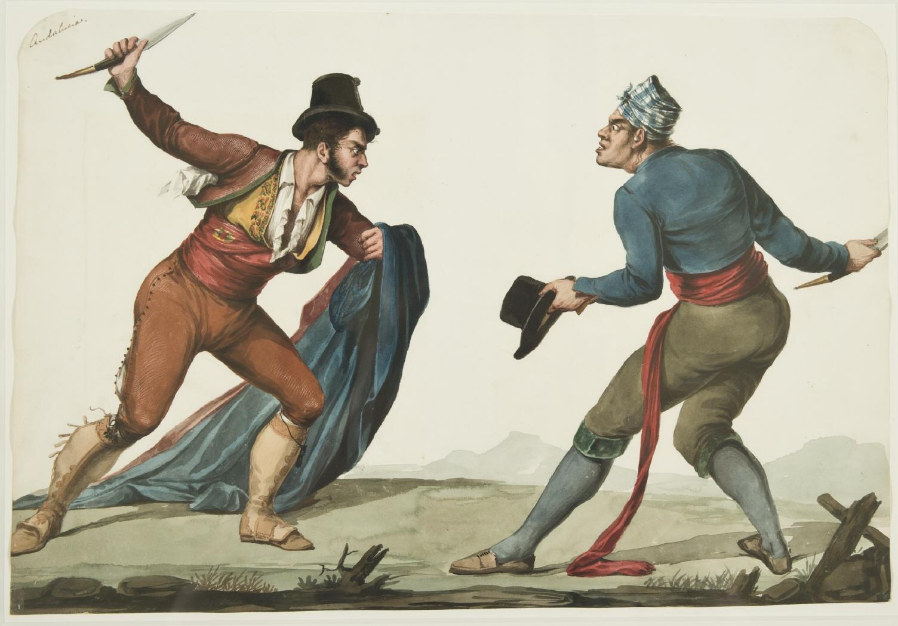
Riña de bandoleros. Antonio María Esquivel y Suárez de Urbina. c 1830